# Tetyra antillarum
Tetyra antillarum är en insektsart som beskrevs av George Willis Kirkaldy 1909. Tetyra antillarum ingår i släktet Tetyra och familjen sköldskinnbaggar. Inga underarter finns listade i Catalogue of Life.